# 谷氨酰氨基肽酶
谷氨酰氨基肽酶，又称氨基肽酶A，旧称血管紧张素酶A。化学式为：C6098H9433O2326N1373S29Zn它由ENPEP基因编码，且高度保守。谷氨酰氨基肽酶是一种膜结合锌蛋白，能催化谷氨酸和天冬氨酸从肽链的N末端水解。例如，把血管紧张素IIN末端天冬氨酸水解而转化血管紧张素III。这个降解过程是哺乳动物调节局部血压的一个重要步骤。谷氨酰氨基肽酶被指定为CD249。